# Jerkebułan Siejdachmiet
Jerkebułan Kajratuły Siejdachmiet (kaz. Еркебұлан Қайратұлы Сейдахмет, ros. Еркебулан Кайратулы Сейдахмет, ur. 4 lutego 2000 w Tarazie) – kazachski piłkarz grający na pozycji napastnika, reprezentant kraju.

## Kariera piłkarska

### Kariera klubowa
Siejdachmiet rozpoczął karierę w 2017 roku w zespole FK Taraz. Występuje w rosyjskiej FK Ufie, obecnie na wypożyczeniu w bułgarskim Lewskim Sofia.

### Kariera reprezentacyjna
W reprezentacji Kazachstanu zadebiutował 23 marca 2018 roku w meczu towarzyskim przeciwko Węgrom, w którym zdobył bramkę. Dotychczas rozegrał sześć spotkań zdobywając dwie bramki.
| Mecze i gole w reprezentacji | Mecze i gole w reprezentacji | Mecze i gole w reprezentacji | Mecze i gole w reprezentacji | Mecze i gole w reprezentacji | Mecze i gole w reprezentacji | Mecze i gole w reprezentacji |
| Kazachstan                   | Kazachstan                   | Kazachstan                   | Kazachstan                   | Kazachstan                   | Kazachstan                   | Kazachstan                   |
| Lp.                          | Data                         | Miasto                       | Przeciwnik                   | Gol                          | Wynik                        | Rozgrywki                    |
| ---------------------------- | ---------------------------- | ---------------------------- | ---------------------------- | ---------------------------- | ---------------------------- | ---------------------------- |
| 1.                           | 23.03.2018                   | Budapeszt                    | Węgry                        | Gol                          | 3:2                          | towarzyski                   |
| 2.                           | 26.03.2018                   | Felcsút                      | Bułgaria                     |                              | 1:2                          | towarzyski                   |
| 3.                           | 06.09.2018                   | Astana                       | Gruzja                       |                              | 0:2                          | LN 2018/2019                 |
| 4.                           | 10.09.2018                   | Andora                       | Andora                       |                              | 1:1                          | LN 2018/2019                 |
| 5.                           | 13.10.2018                   | Ryga                         | Łotwa                        |                              | 1:1                          | LN 2018/2019                 |
| 6.                           | 16.10.2018                   | Astana                       | Andora                       | Gol                          | 4:0                          | LN 2018/2019                 |